# JVC Kenwood
JVC Kenwood Holdings (JVC・ケンウッド・ホールディングス) è un'azienda giapponese, nata il 1º ottobre 2008 dalla fusione tra JVC e Kenwood. Ha il proprio quartier generale a Yokohama, ed è specializzata in elettronica di consumo (radio, tv, videocamere).
Il 31 maggio 2010 la JVC Kenwood ha annunciato il trasferimento della produzione di videocamere dal Giappone all'estero, per tagliare le perdite a partire da marzo 2011.

## Sussidiarie
- JVC
- Kenwood Corporation
- Victor Entertainment
- Teichiku Records
- ASK Industries S.p.A.[3]